# Pont de Vaires
Le pont de Vaires est un pont routier qui permet de relier Torcy à Vaires-sur-Marne.

## Histoire

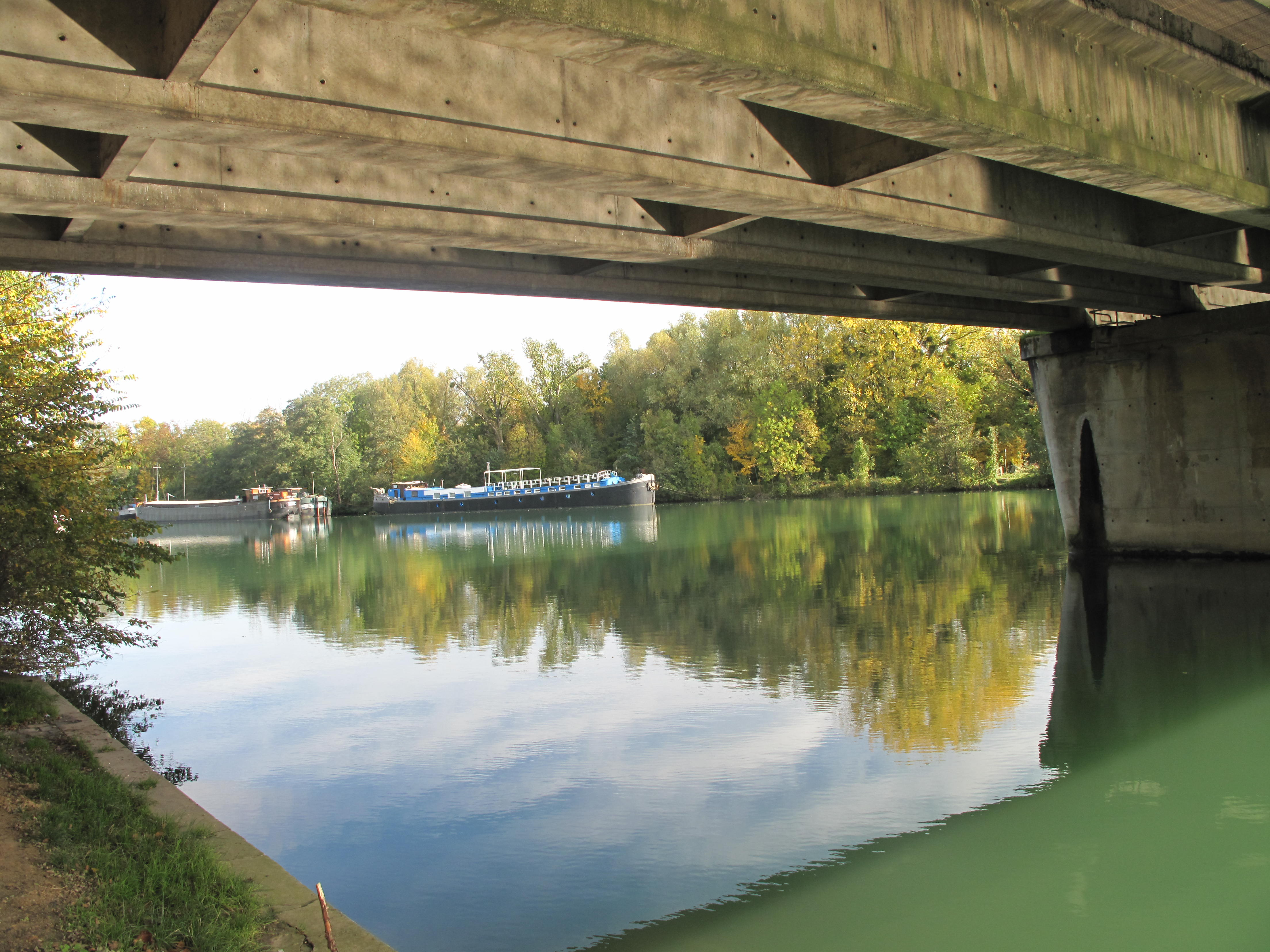
Sous le pont de Vaires.

Un premier pont a été inauguré le 7 novembre 1897 par Henri Boucher, ministre du Commerce.

## Description

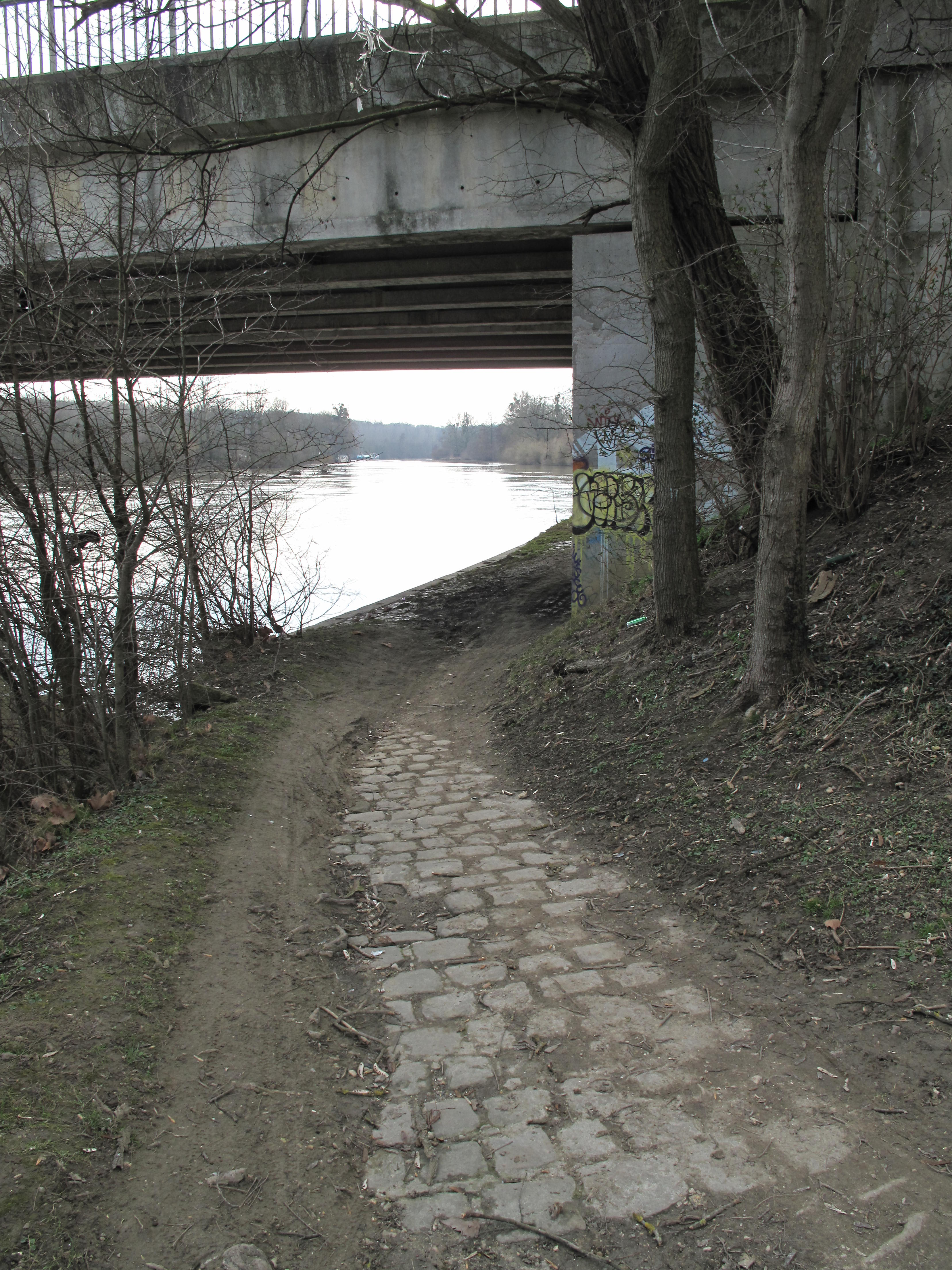
Restes du chemin de halage.

Il est parcouru par la route départementale 34a.